# Корганжар
Корганжар (каз. Қорғанжар) — село в Шалкарском районе Актюбинской области Казахстана. Входит в состав Актогайского сельского округа. Код КАТО — 156438300.

## Население
По данным 1999 года, в селе не было постоянного населения. По данным переписи 2009 года, в селе проживало 214 человек (101 мужчина и 113 женщин).